# Degehabur
Degehabur – miasto w Etiopii (region Somali). Według danych szacunkowych na rok 2008 liczy 46 718 mieszkańców Ośrodek przemysłowy.

## Demografia
Według danych Centralnej Agencji Statystycznej w Etiopii, w mieście mieszka 42 815 osób, z tego 22 769 mężczyzn oraz 20 145 kobiet.
Somalijczycy stanowią 95.92%, natomiast Amharowie 2.53%.